# Michaela Gallo
Michaela Gallo est une actrice américaine, née le 30 novembre 1990  à Orange County, Californie (États-Unis).

## Biographie
Michaela Gallo est connue pour avoir tenue le rôle de Sara Newton dans Beethoven 3 (2000), et Beethoven 4 (2001).

## Filmographie
- 1999 : L'Anglais (The Limey)
- 2000 : Beethoven 3 (Beethoven's 3rd)
- 2000 : Le Grinch (Seuss' How the Grinch Stole Christmas!)
- 2001 : Urgences (ER)
- 2001 : Sept  à la maison (7th Heaven)
- 2001 : Beethoven 4 (Beethoven's 4th)
- 2005 : Lucky 13